# Stazione di Imperia Porto Maurizio
La stazione di Imperia Porto Maurizio era una stazione ferroviaria di RFI posta sulla linea ferroviaria Genova-Ventimiglia. Prende nome dall'omonimo rione della cittadina ligure.

## Storia
La stazione entrò in funzione nel 1872 in concomitanza con l'attivazione della tratta ferroviaria. 
Nel 1923 dopo l'unificazione dei comuni di Porto Maurizio e Oneglia venne rinominata Imperia Porto Maurizio.
È rimasta in servizio fino all'attivazione del nuovo tracciato a monte  in galleria.
Nella notte fra il 1º e il 2 novembre 2016, fra le stazioni di Alassio e di Diano Marina, della linea Genova-Ventimiglia, la circolazione venne interrotta per permettere alcuni lavori propedeutici all'attivazione del nuovo tracciato a doppio binario. La stazione (insieme a quella di Oneglia) venne chiusa definitivamente il 28 novembre 2016. La nuova stazione situata a monte, denominata Imperia, entrò in funzione a partire dall'11 dicembre 2016.

## Struttura e impianti

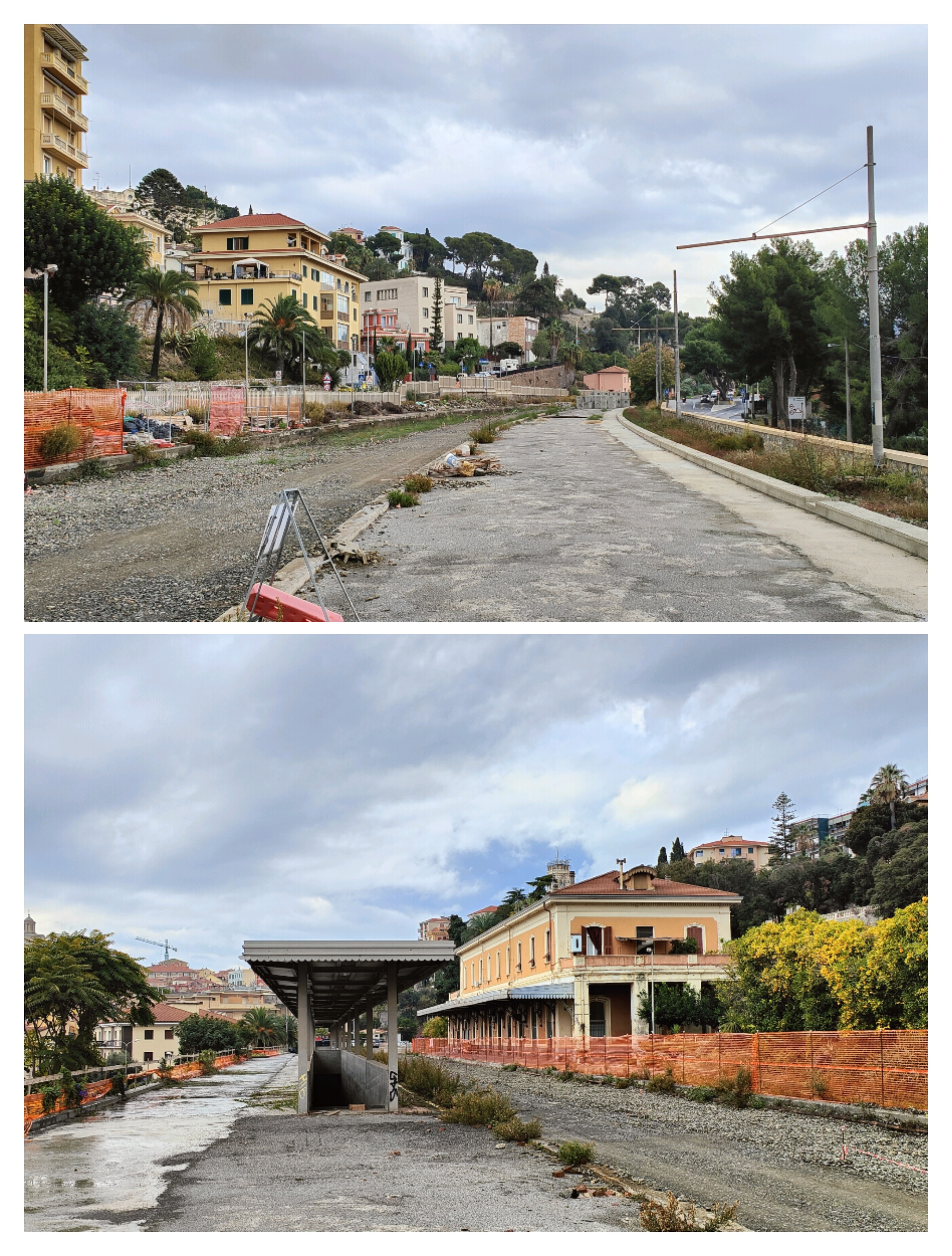
Vedute interne, in alto: lato Genova, sotto: lato Ventimiglia

Il fabbricato viaggiatori era disposto su due livelli ma soltanto il piano terra era aperto al pubblico.
La stazione disponeva di uno scalo merci con annesso magazzino: nel 2010 lo scalo fu smantellato e convertito a parcheggio riservato al personale RFI e Trenitalia mentre il magazzino venne convertito a deposito. L'architettura del magazzino era molto simile a quella delle altre stazioni ferroviarie italiane.
Era inoltre presente un piccolo edificio ad un solo piano che ospitava l'edicola della stazione. In seguito alla chiusura è stato trasformato in un piccolo magazzino.
Il piazzale era composto da 2 binari dotati di banchina coperta da pensilina collegati fra loro da un sottopassaggio.
Dalla sua dismissione tutti i binari sono stati smantellati con i relativi segnali luminosi e linea aerea. Sul loro sedime è stata ricavata la pista ciclabile, inaugurata nel 2008.

## Servizi

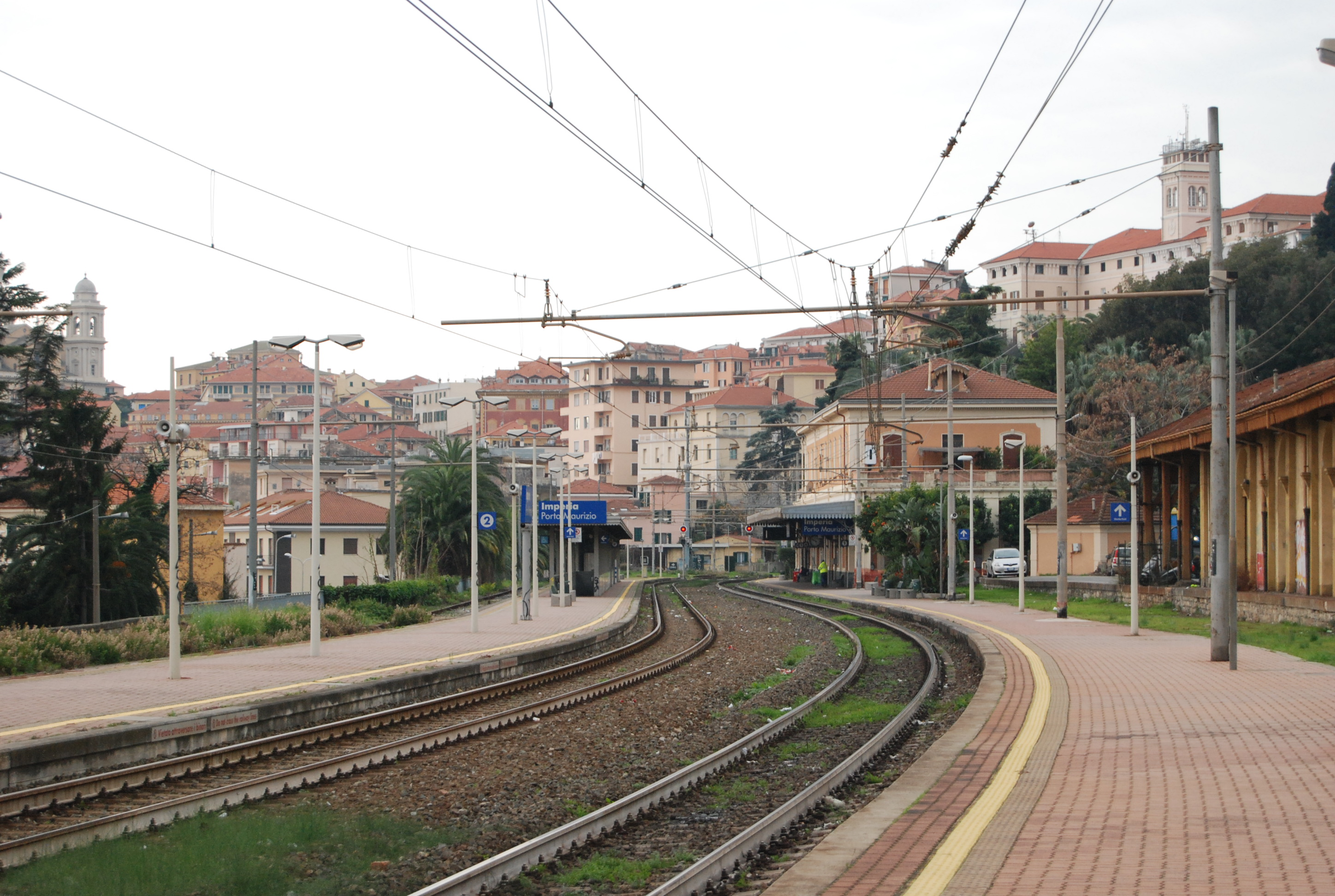
I binari visti nella direzione di Ventimiglia

La stazione, gestita dalla società Centostazioni era classificata da RFI come silver disponeva di:
- Biglietteria a sportello
- Biglietteria automatica
- Sala d'attesa
- Servizi igienici
- Ufficio informazioni turistiche
- Parcheggio di scambio
- Bar

- Sottopassaggi

## Movimento
La stazione era servita da relazioni regionali operate da Trenitalia nell'ambito del contratto di servizio stipulato con la Regione Liguria e da relazioni a lunga percorrenza, anch'esse svolte da Trenitalia.
Il flusso annuale dei passeggeri si attestava a circa 600 000 passeggeri.

## Interscambio
Sul piazzale antistante la stazione fermavano sia le relazioni urbane che la linea interurbana Sanremo-Andora svolte da Riviera Trasporti.
- Fermata autobus
- Stazione taxi

## Galleria d'immagini

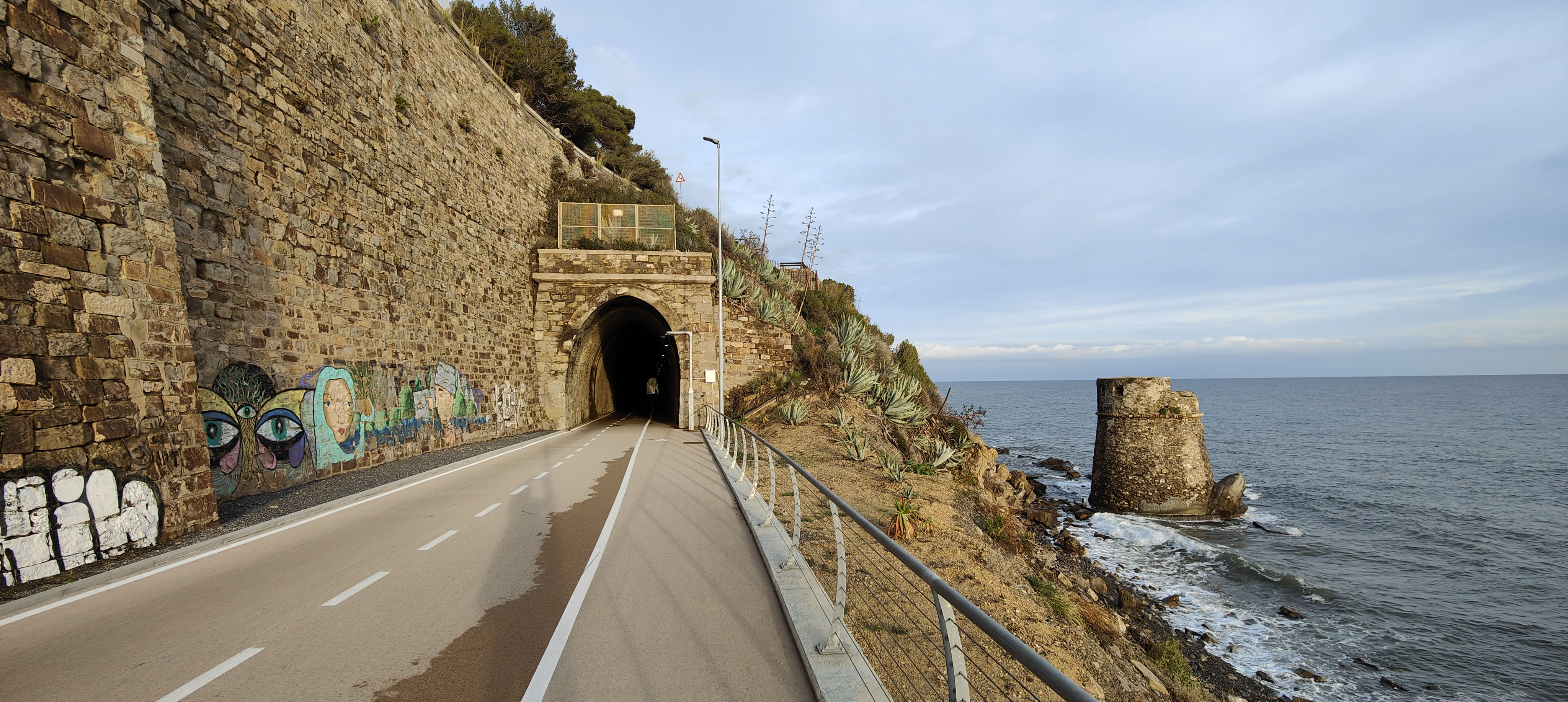
La Torre Prarola, zona scoglio Premartello l'ex galleria FS (220 mt.) dove inizia il territorio di Imperia verso Borgo Prino
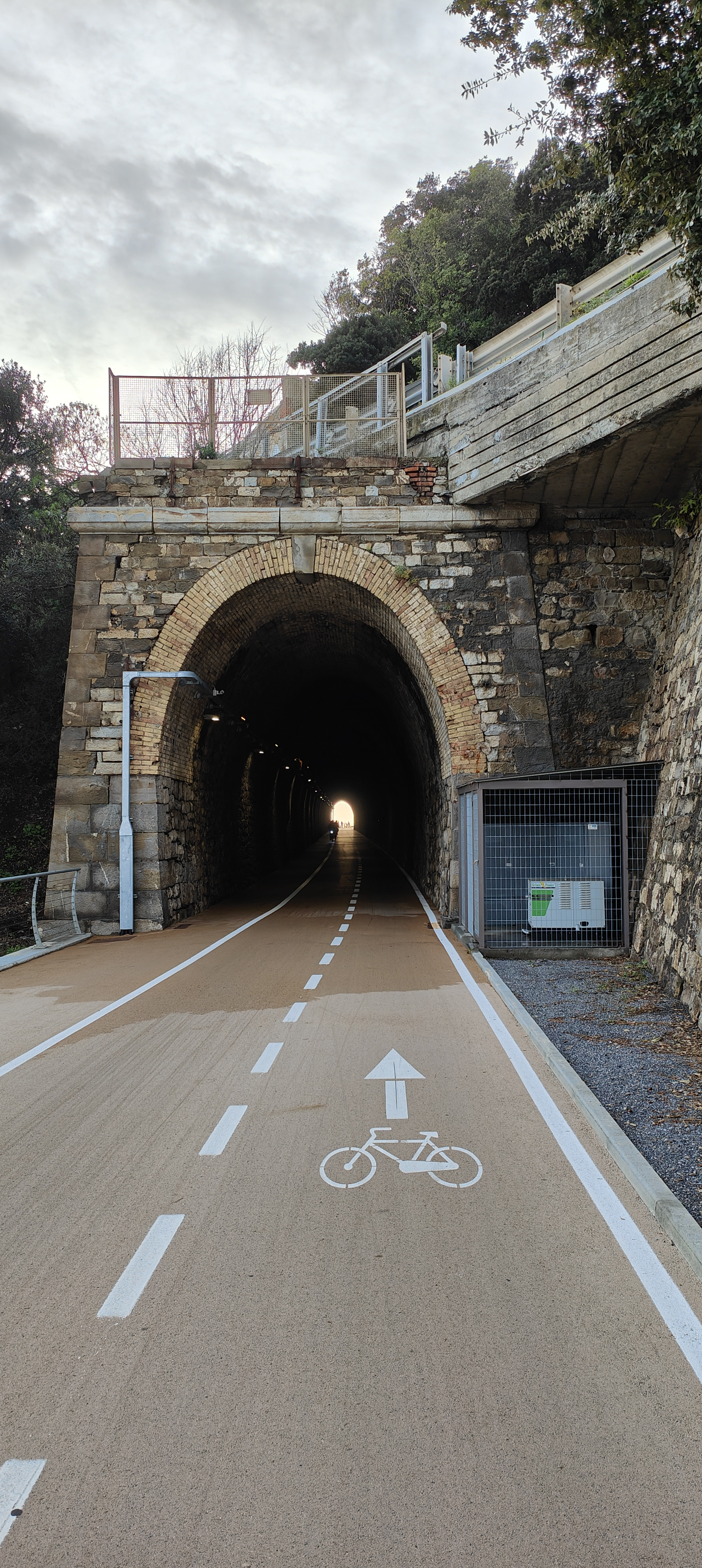
L'altro lato della galleria vista da Imperia
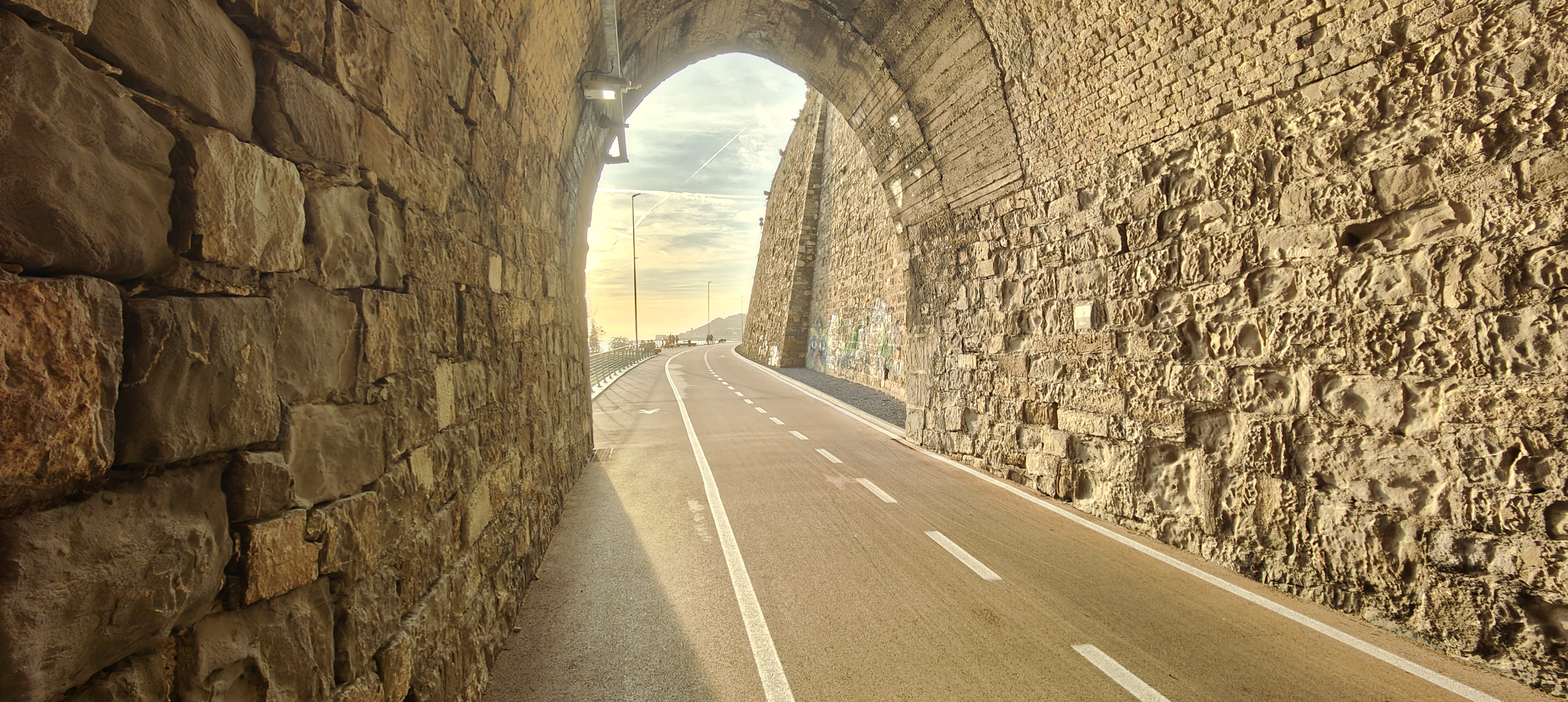
L'interno della galleria in direzione San Lorenzo al Mare
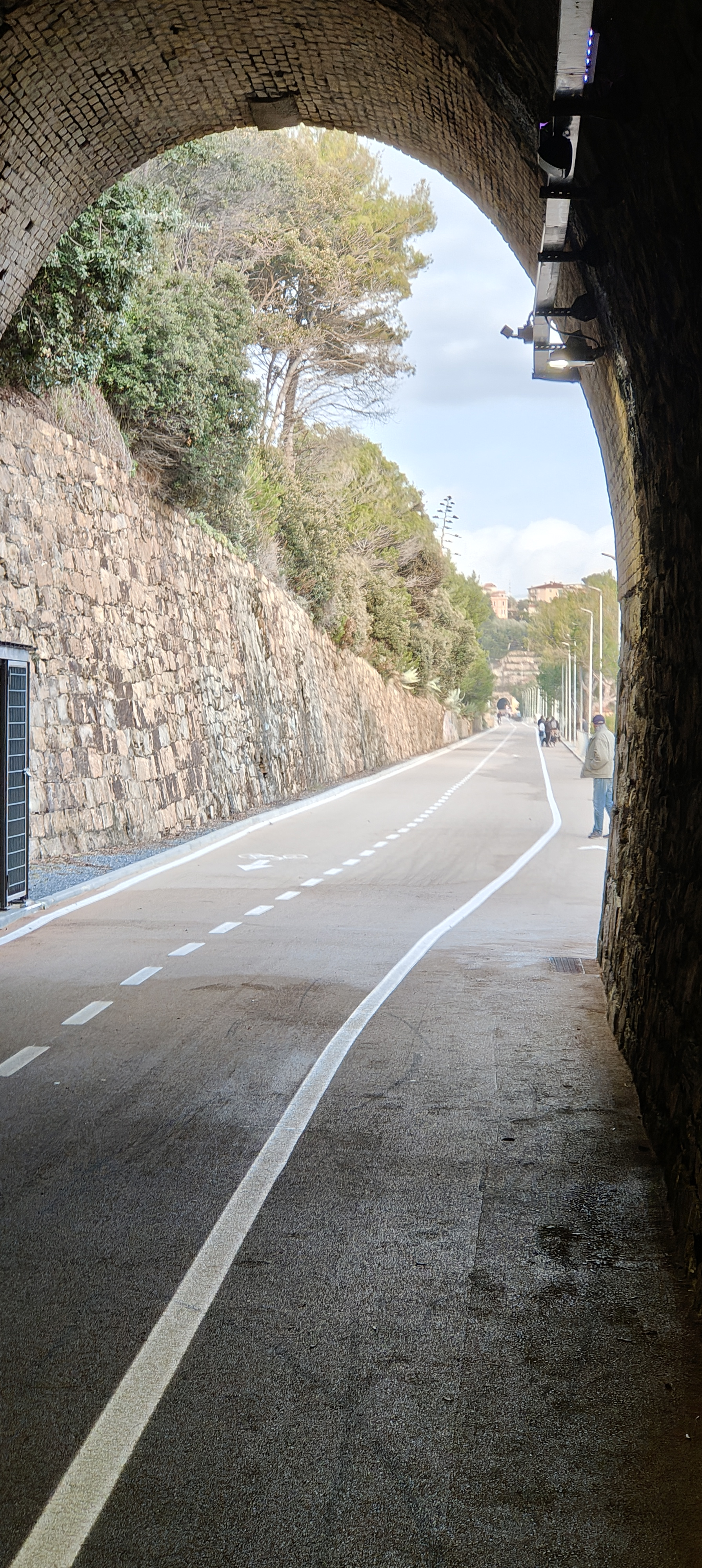
La ex galleria FS di 218 mt., lato proveniente da Stazione di San Lorenzo al Mare, in fondo si nota la galleria che porta alla stazione di Porto Maurizio
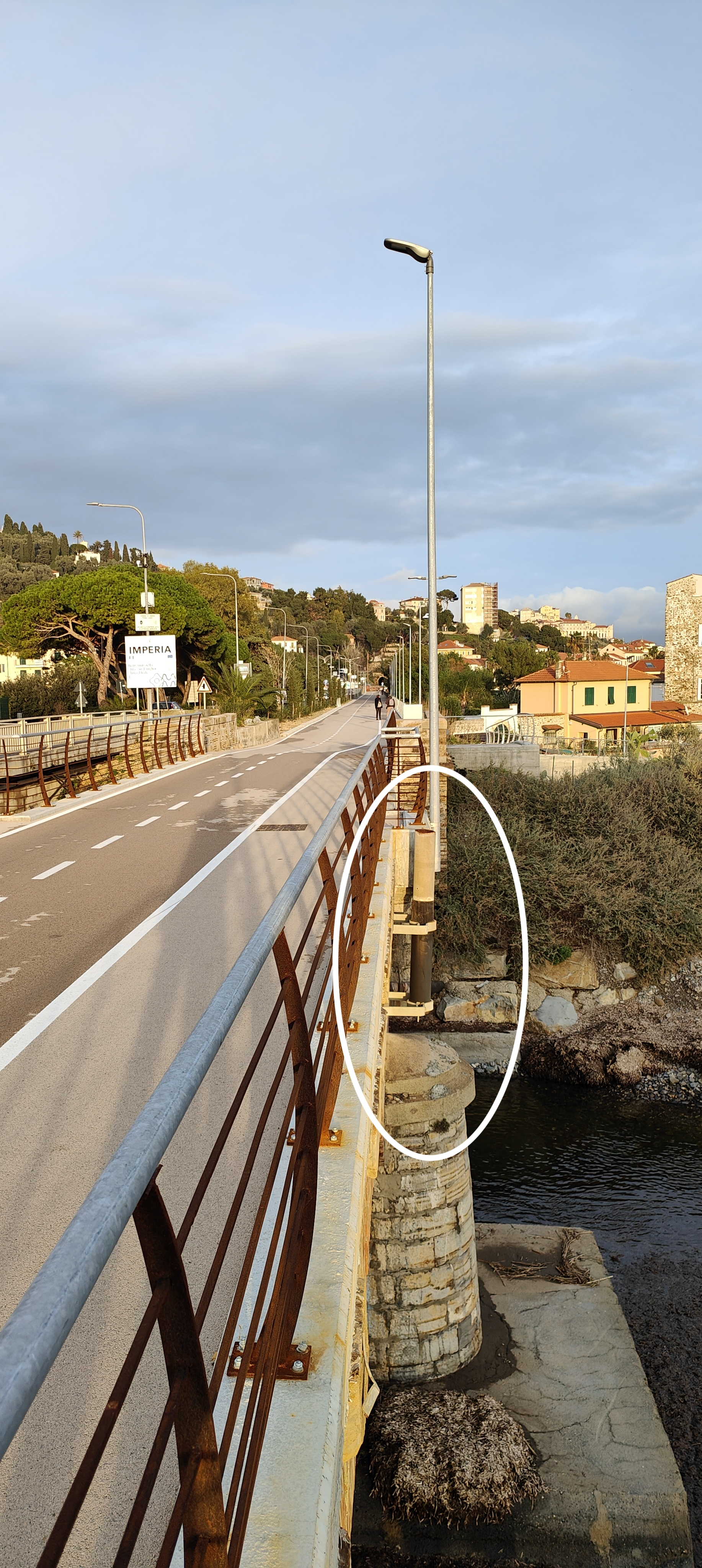
Sul ponte sopra il torrente Prino (zona Torre Bonazza - Borgo Prino) i resti di un palo tagliato che reggeva la catenaria 3kV
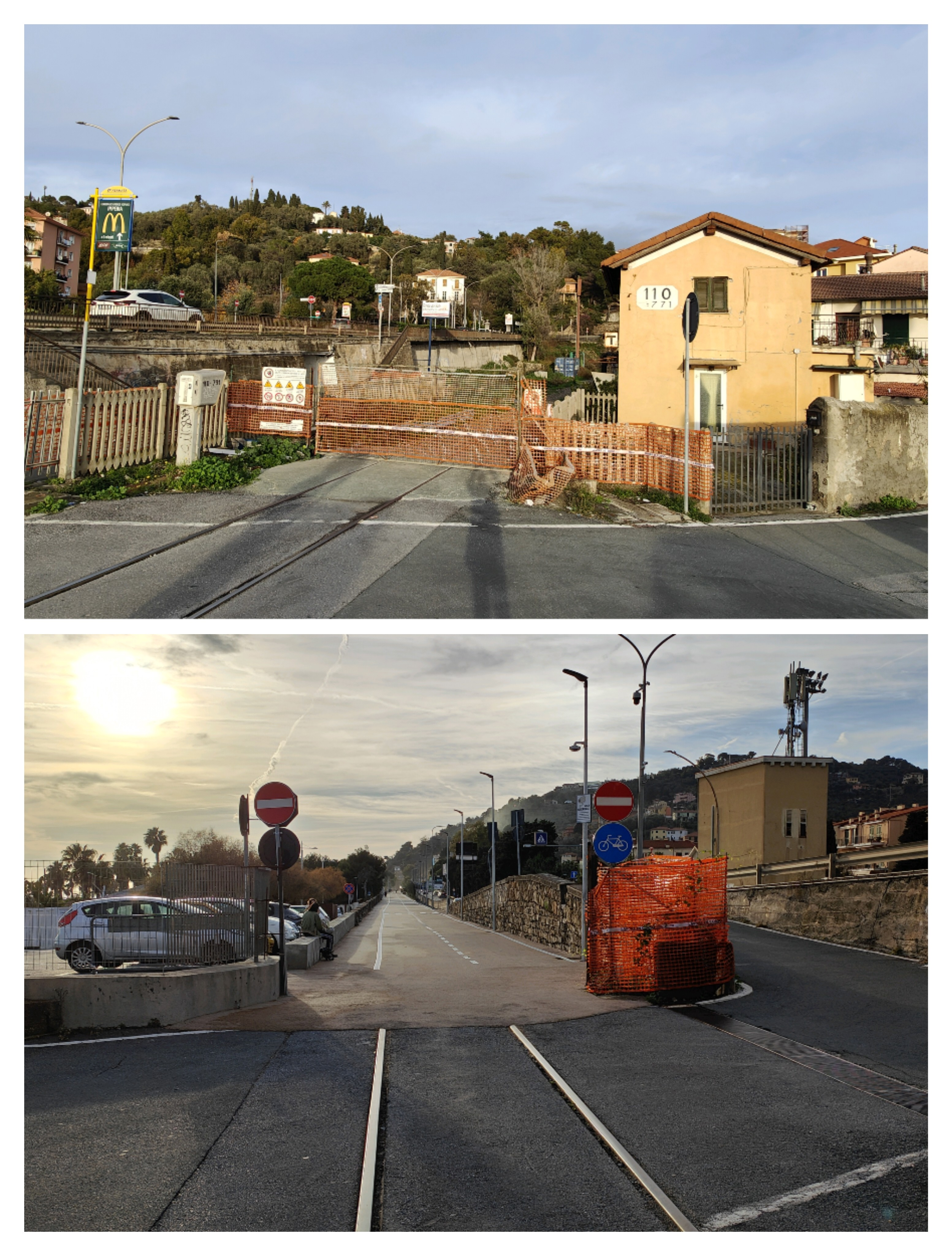
PL lungomare Colombo parallela a via Lamboglia, sotto: in fondo la galleria in direzione di San Lorenzo al Mare
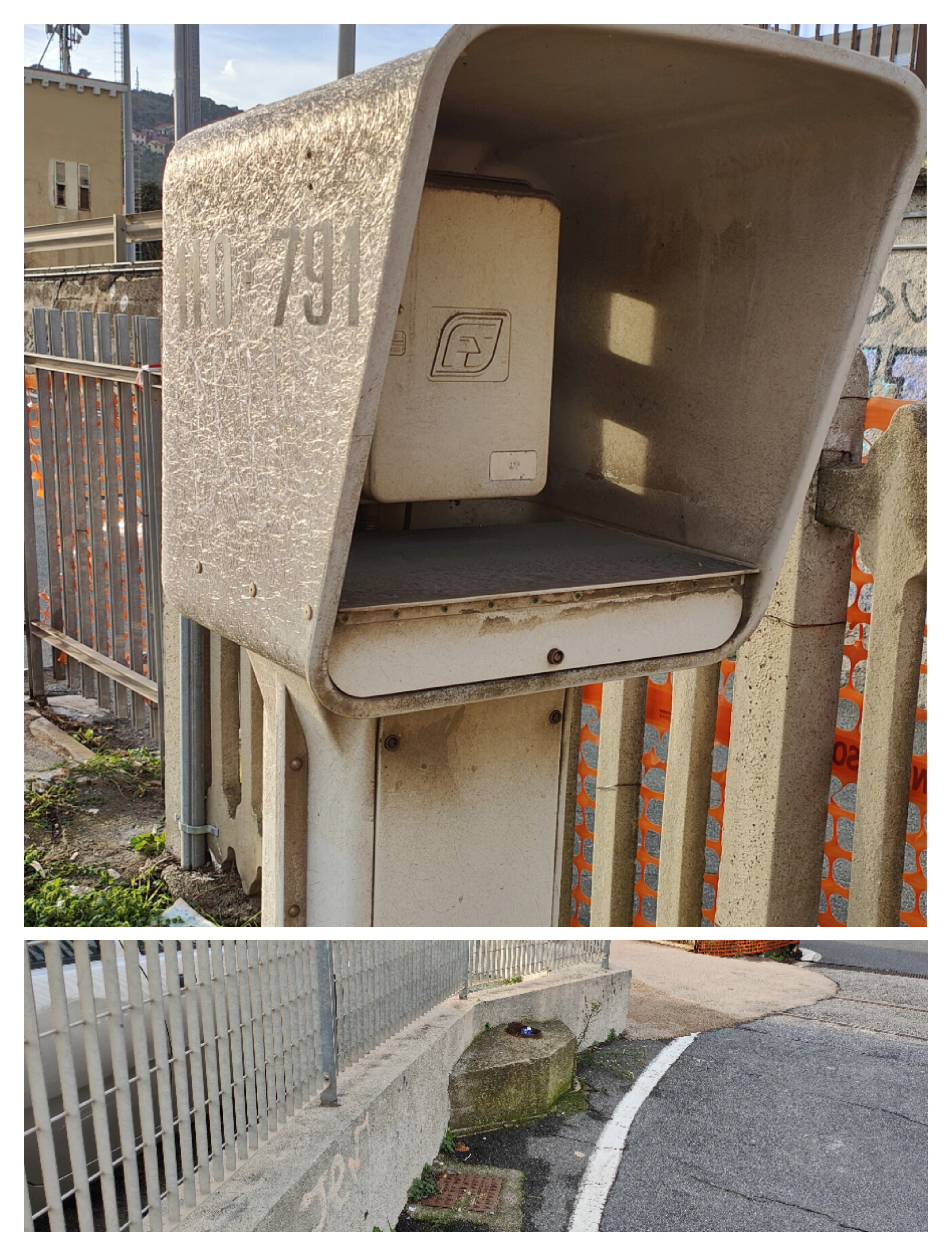
Nello stesso PL: il telefono di linea e la base di un palo (tagliato) tipo M26 per la protezione sagoma limite della catenaria (foto dic. 2022)
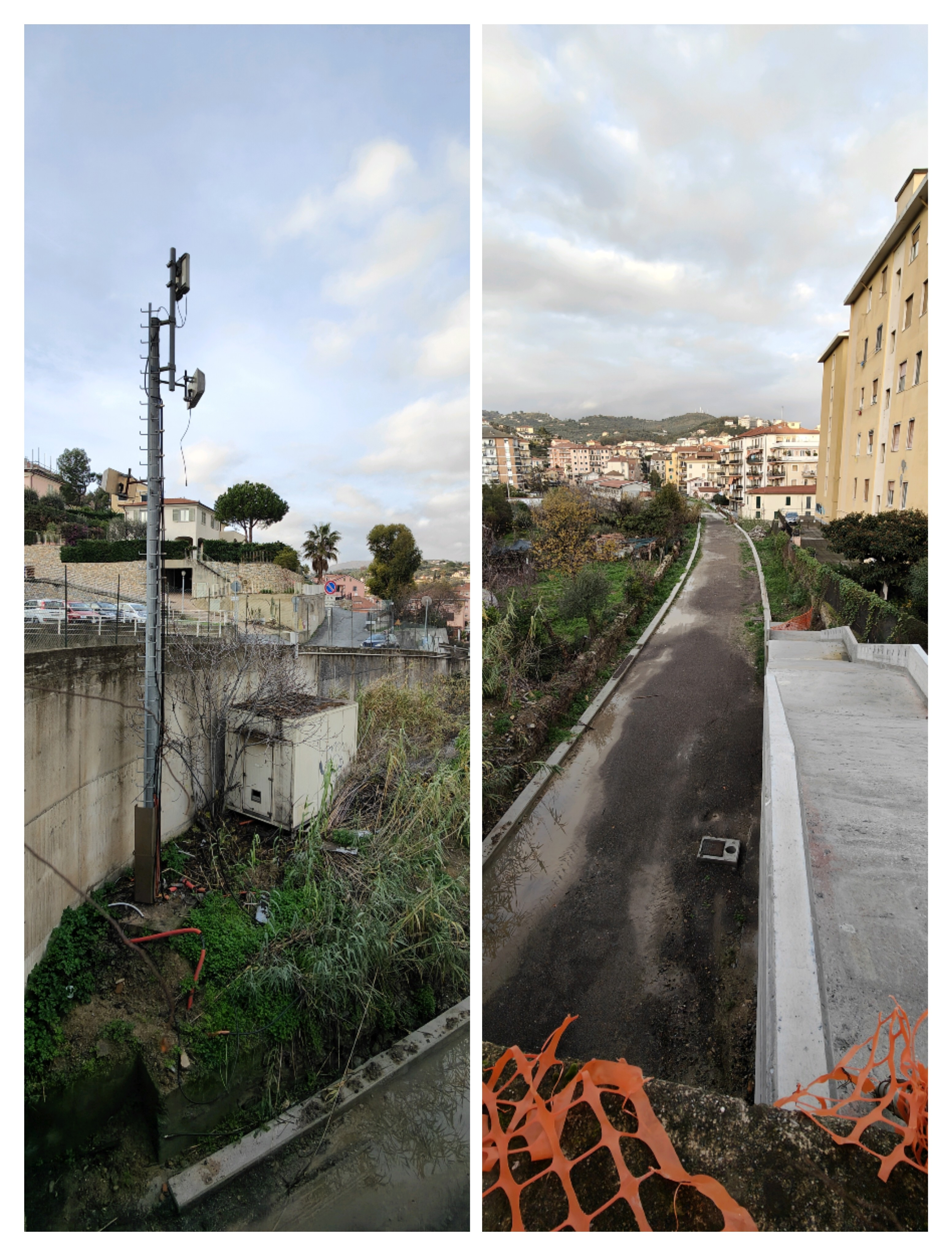
Zona dove sbuca la galleria (439 mt.) (dopo il PL) con accanto la torre GSM vista da via Vittorio Gavi, in costruzione una scalinata per collegare la futura pista ciclabile (foto dic. 2022)
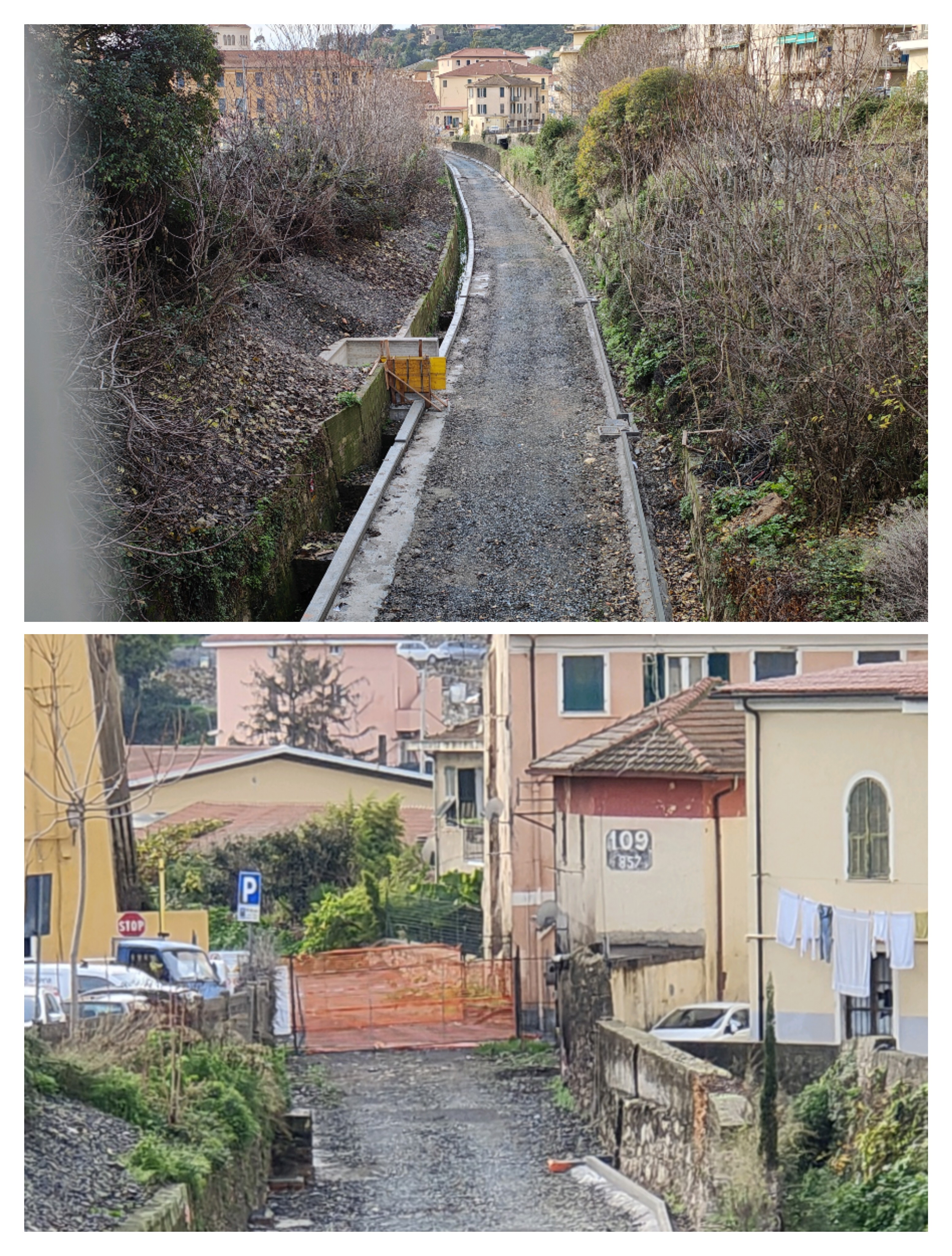
Zona parallela a via Martiri Libertà, da notare sotto a destra: l'ex casello
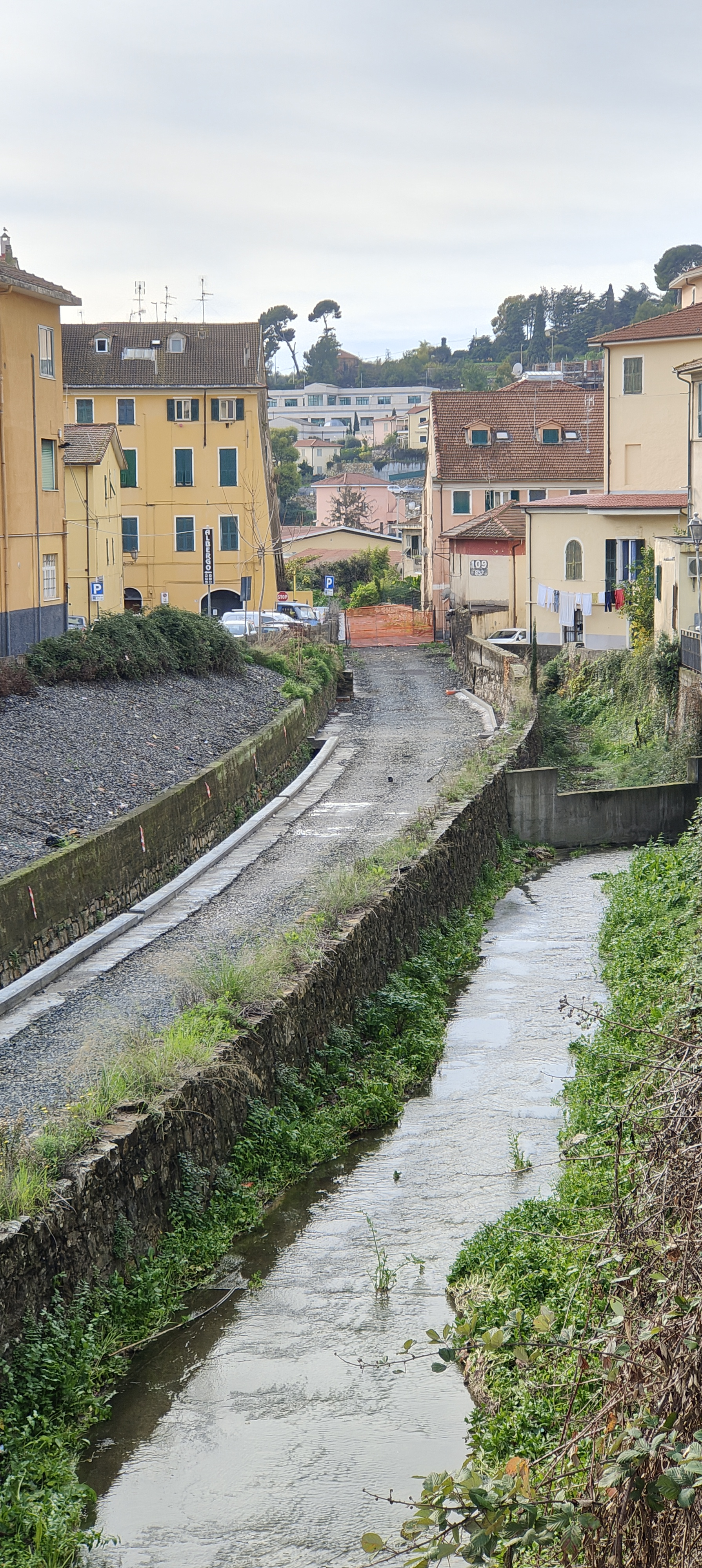
La zona dove è inserito l'ex casello visto da via Martiri Libertà
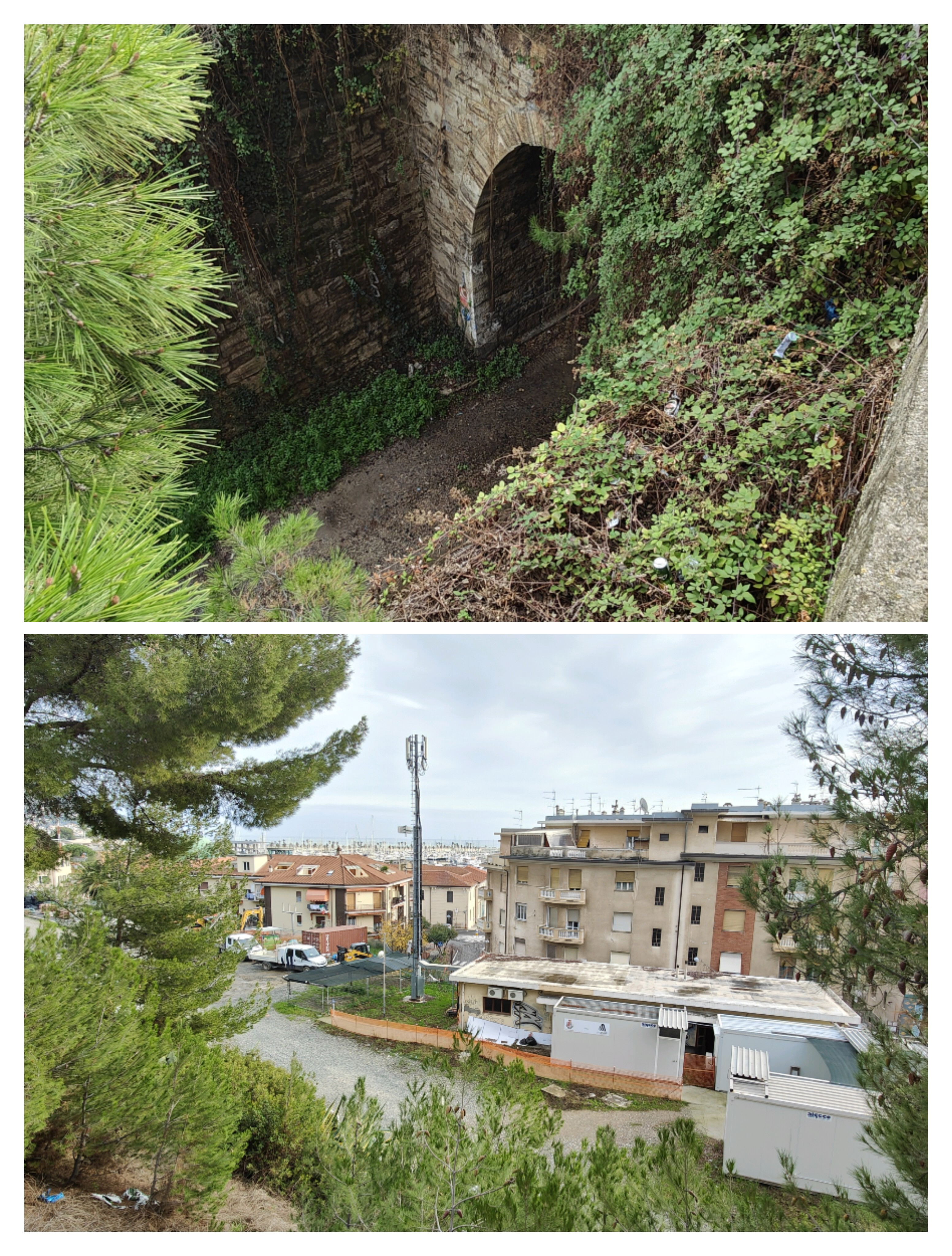
Nei pressi della stazione: la torre GSM e la galleria (434 mt.) direzione San Lorenzo al Mare
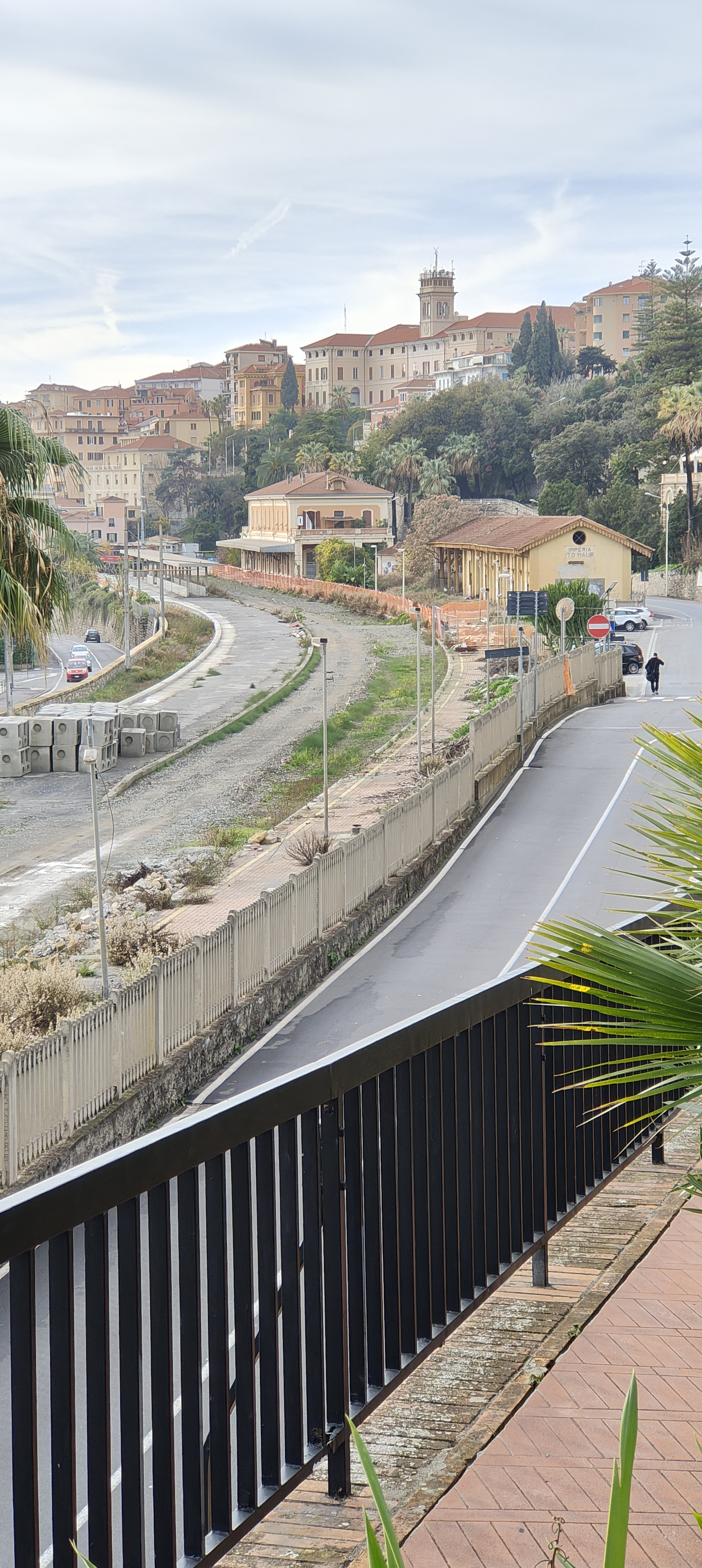
Foto panoramica  dell'ex stazione (dic. 2022)
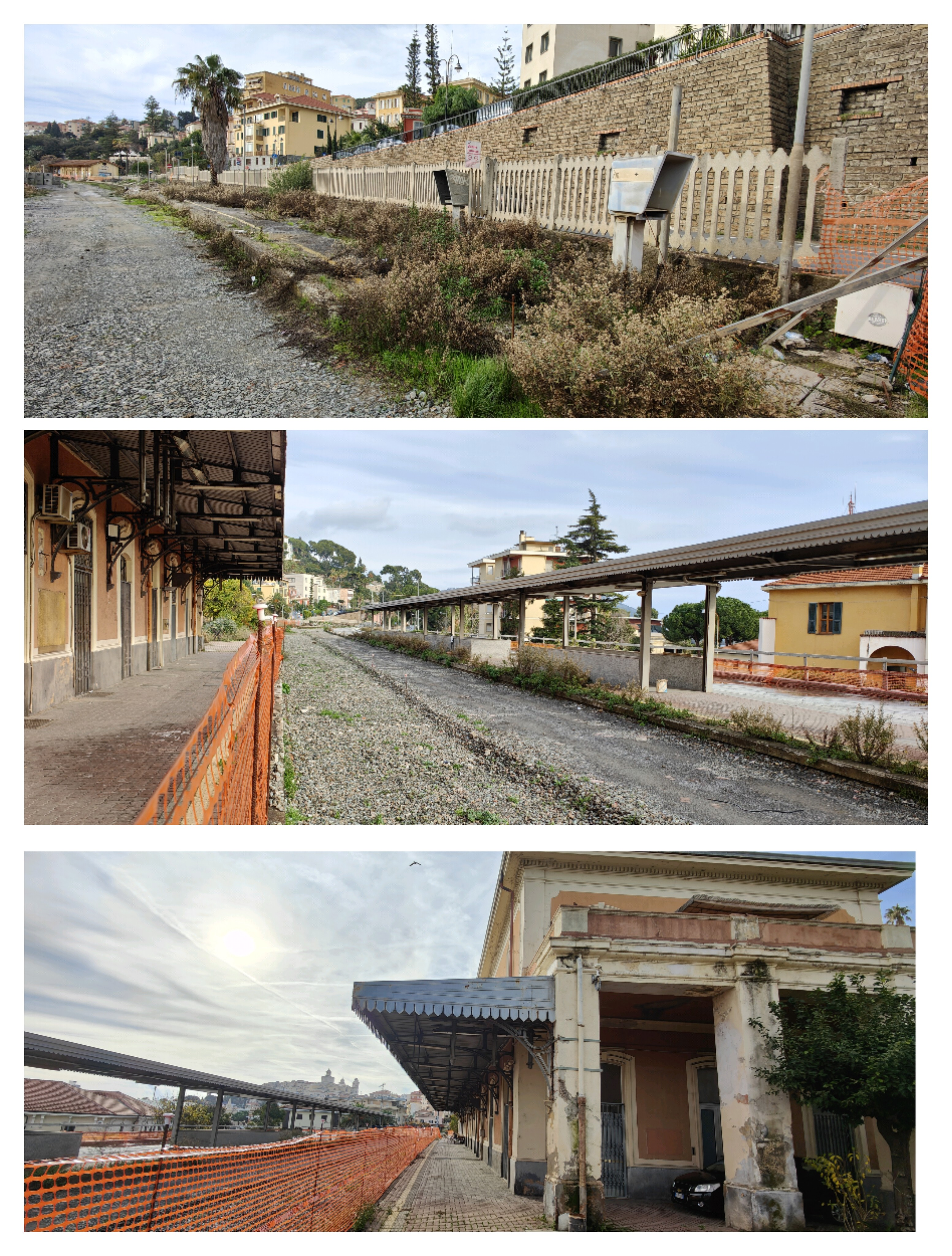
Particolari della stazione chiusa nel 2016. Da notare in alto le coperture per i telefoni di servizio a fine banchina nei pressi del PL
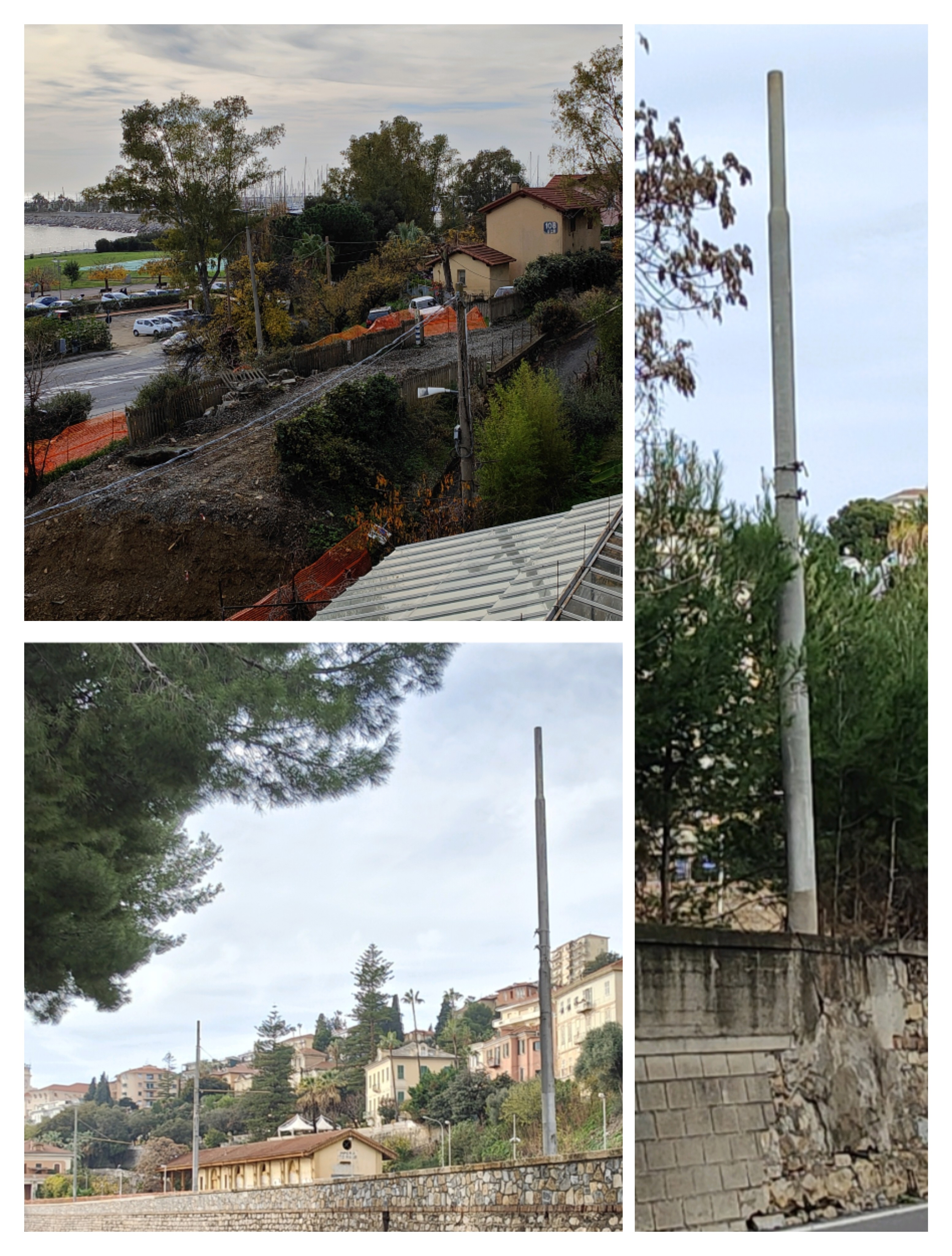
Il casello visto da viale Matteotti, sotto e a lato: pali FS nei pressi della stazione alcuni con ancora il braccio di poligonazione
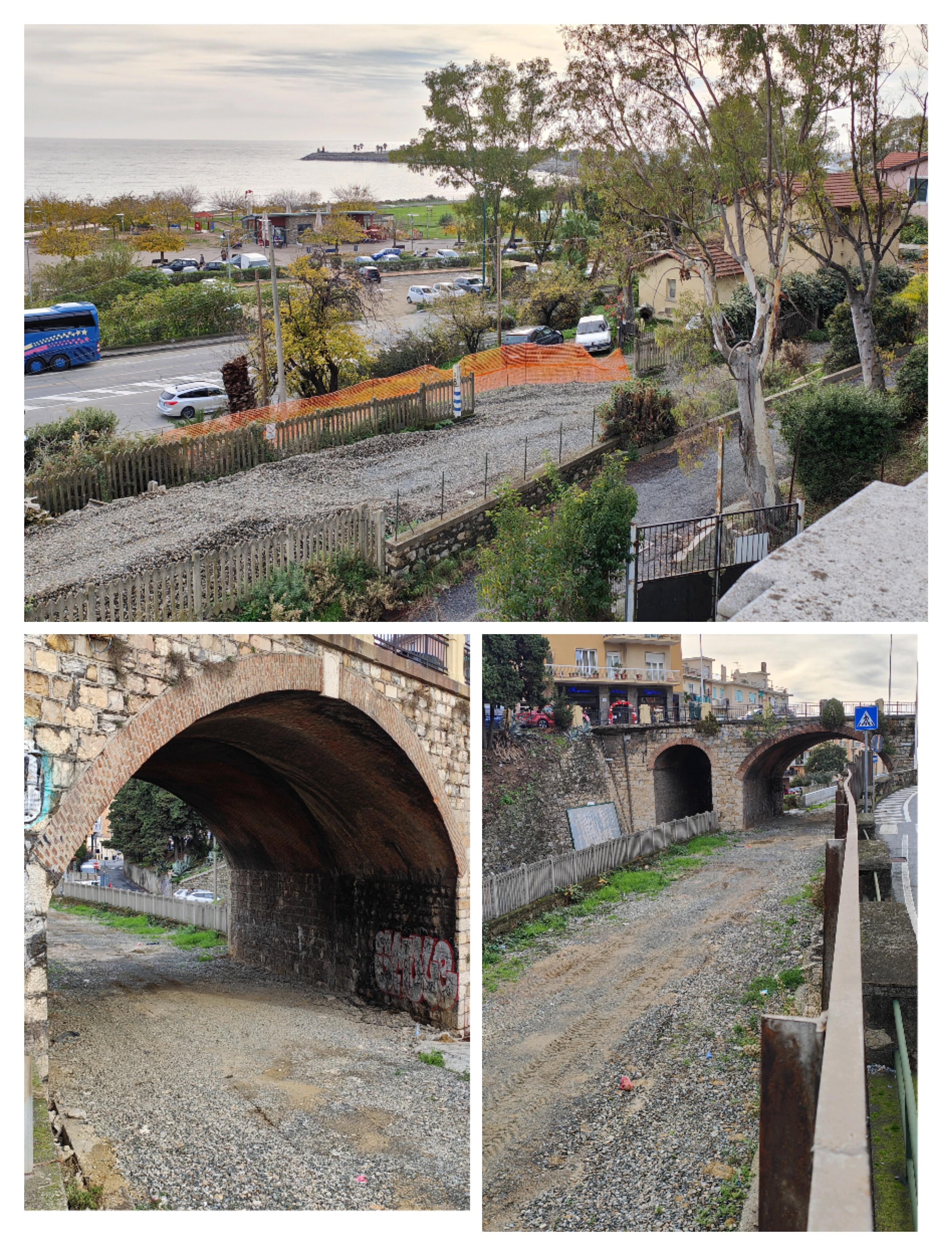
L'ex tracciato visto sopra da viale Matteotti, il casello portava direttamente ad un PL prima della stazione, sotto: il cavalcavia di v.le Matteotti, a destra: visto da via Trento
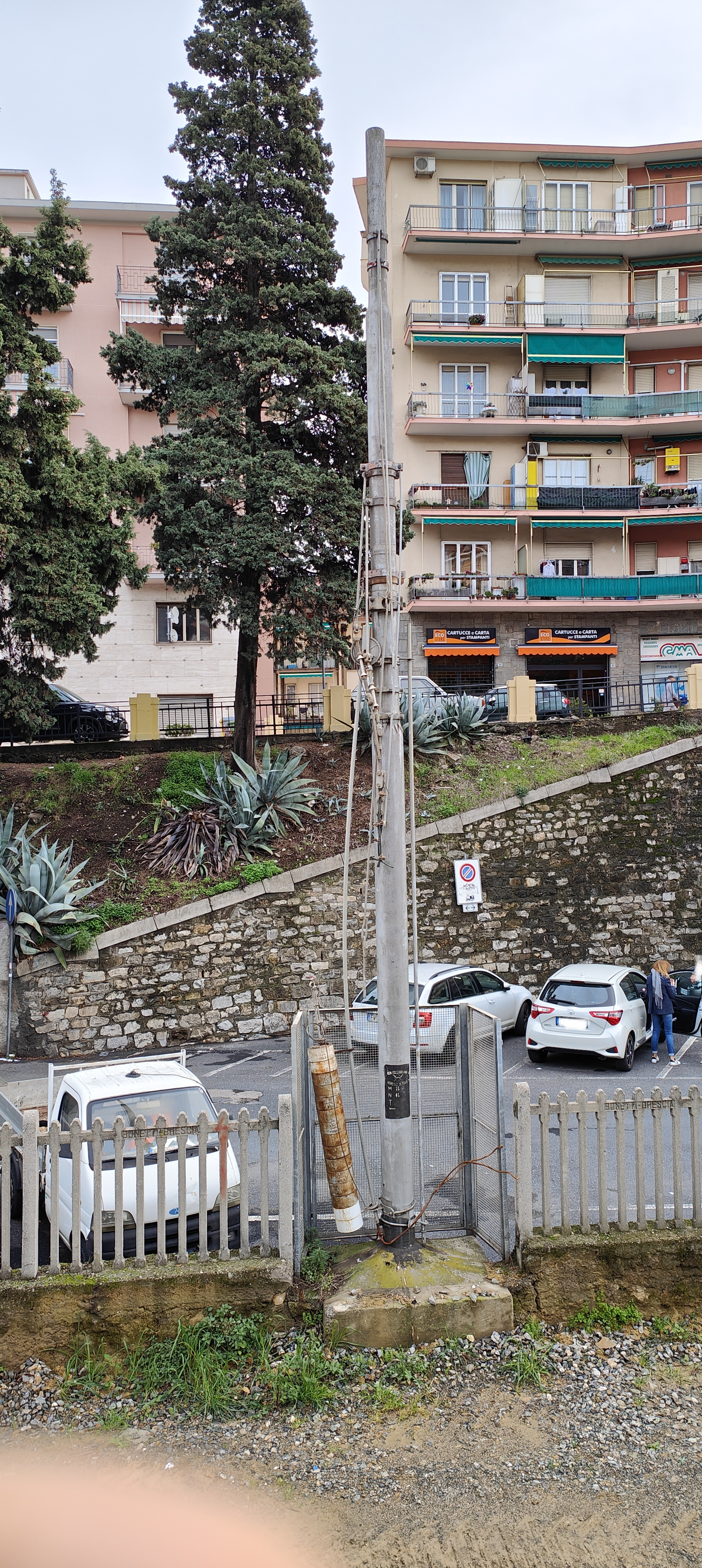
Palo tipo M con contrappeso ancora al suo posto visto da via Trento, zona verso Porto Maurizio (dic. 2022)
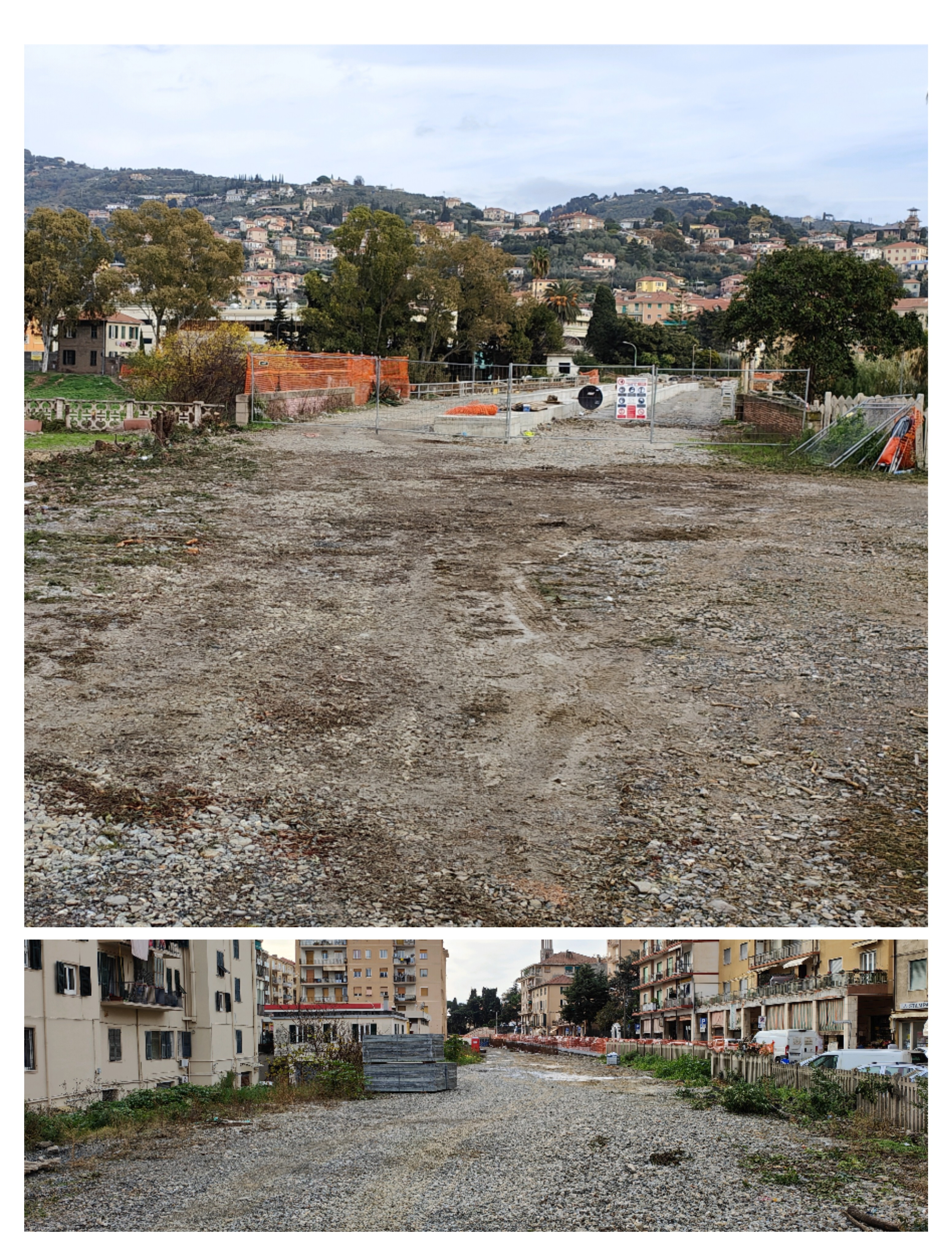
L'ex tracciato visto da via Trento che collega Oneglia a Porto Maurizio